# ASFA
ASFA (Anuncio de Señales y Frenado Automático in italiano Avviso Segnali e Frenatura Automatica) è un dispositivo di sicurezza della marcia dei treni, in uso nelle ferrovie della Spagna, in grado di dare il preavviso di segnale restrittivo e operare il controllo della risposta del macchinista di un treno.

## Storia
Il sistema ASFA venne sviluppato all'inizio degli anni settanta dalla Westinghouse Air Brake Company (Wabco) su commessa della RENFE. Dal mese di maggio 1972 il sistema entrò in funzione sulla linea Guadalajara–Azuqueca de Henares. Dal mese di giugno del 1975 il sistema fece il suo debutto ufficiale in concomitanza con l'elettrificazione della linea Madrid–Guadalajara. Solo dal 1978 tuttavia il sistema divenne di uso normale tra Madrid–Guadalajara. In seguito il sistema è stato esteso anche alle linee a scartamento ridotto e alle reti o ferrovie private della Spagna. Nel 2005 l'ADIF, l'amministratore statale dell'infrastruttura ferroviaria, ha iniziato un processo di rinnovamento sistemico denominato "ASFA digitale". Il nuovo sistema continua ad usare le informazioni analogiche trasmesse dall'infrastruttura ma l'elaborazione del segnale captato, nell'apparecchiatura di bordo del treno, avviene in forma digitale migliorando anche l'elaborazione delle curve di frenatura e dei segnali ricevuti in cabina per ottenere un maggiore margine di sicurezza.

## Funzionamento
Il sistema ASFA è basato sulla applicazione di "Balise" o "Boe" in linea poste, una a 300 m (o più in caso di linee in discesa) di distanza dal segnale e una all'altezza del segnale stesso cui si riferisce. A bordo del rotabile che percorre la tratta sono installate le apparecchiature riceventi che elaborano un segnale acustico o luminoso che deve essere riconosciuto tempestivamente dal macchinista alla guida. Le boe o balise sono costituite essenzialmente da un circuito risonante costituito da un induttore e un condensatore e sono poste lungo il percorso al centro del binario in precedenza ai segnali. Le boe possono essere di due tipologie: a frequenza fissa per trasmettere una sola indicazione o a più di una frequenza per fornirne un numero maggiore.
L'equipaggiamento a bordo del veicolo produce un campo magnetico a frequenza fissa di 111.103 Hz (ciò consente di rilevare l'efficienza dell'apparecchiatura) che viene applicato ad un rilevatore di balise posto sotto il rotabile; quando questo passa sulla boa, l'accoppiamento induttivo tra i due dispositivi (di bordo e di terra) provoca un turbamento del campo elettromagnetico; la frequenza di risonanza corrispondente viene elaborata dal rilevatore di bordo fornendo, di conseguenza, una segnalazione ottico/acustica in base al codice corrispondente.
Il sistema utilizza solo cinque frequenze di risonanza (rispetto alle nove ottenibili) nella banda compresa tra i 50 kHz e i 120 kHz a cui sono attribuite le varie informazioni, di allarme, controllo di velocità e di frenatura automatica. In macchinista deve eseguire tempestivamente il riconoscimento delle informazioni (in ogni caso) pena l'intervento della frenatura di emergenza:
- Via libera: segnale acustico della durata di mezzo secondo.
- Preavviso di arresto: segnale acustico continuo e spia accanto al pulsante da premere; riconoscimento entro 3 secondi.
- Arresto: segnale acustico per 3 secondi l'indicatore ottico si illumina in rosso per 10 secondi.
- Superamento segnale autorizzato: Il macchinista autorizzato deve azionare l'interruttore del pannello di controllo 10 secondi prima di passare sulla boa perché non avvenga la frenata automatica.

Se il macchinista non riconosce le indicazioni acustiche e luminose o se la velocità è superiore a quella massima stabilita in base al tipo di treno, entra in funzione la frenata di emergenza. L'intervento della frenata d'emergenza automatica impedisce al conducente di riprendere il controllo delle apparecchiature di trazione treno prima che il treno si sia arrestato o abbia rallentato a passo d'uomo. Ogni intervento del dispositivo rimane registrato nel tachigrafo di bordo.

### Il controllo della velocità
Il controllo della velocità dei treni all'approssimarsi del segnale restrittivo è stabilito, in base alla loro categoria, su una velocità massima di avvicinamento consentita di 60, 50 o 35 km/h, determinata all'altezza della boa posta 300 m prima del segnale. Il sistema viene settato a bordo su una delle tre posizioni previste, dal macchinista, prima dell'inizio del servizio di condotta in base alla tipologia di treno (viaggiatori pesante, leggero o merci).
Il sistema ASFA controlla anche il limite di velocità massima da rispettare in caso di via libera condizionata, pena l'intervento della frenatura di emergenza automatica; questa è di 180 km/h entro un certo lasso di tempo e deve successivamente ridursi ulteriormente a 160 km/h. Nel caso di apparecchiatura ASFA 200 il limite massimo è di 200 km/h.
Un certo miglioramento del sistema, piuttosto approssimativo, è ottenibile mediante l'installazione delle apparecchiature di bordo "ASFA Digital" che consentono di ottenere una "curva di controllo frenatura" più precisa e funzionale.

## L'ASFA e l'interoperabilità
La liberalizzazione ferroviaria in corso promossa dall'Unione europea ha tuttavia posto dei limiti all'uso del sistema (come del resto di tanti sistemi analoghi di altre ferrovie europee) allo scopo di garantire l'interoperabilità tra le reti ferroviarie dei vari paesi dato che i sistemi come l'ASFA non possono essere riconosciuti e utilizzati dai treni provenienti da paesi esterni che si immettono sulla rete ferroviaria spagnola. In virtù di questo è in corso di installazione il sistema ETCS di livello 1 che ha un sistema di trasmissione delle informazioni simile all'ASFA ma è tecnologicamente più avanzato e sicuro. I due sistemi sono compatibili tra loro e possono essere utilizzati sulla stessa linea.
| Nome codice | frequenza | Aspetto del segnale              | Note di funzione per ASFA 200 |
| ----------- | --------- | -------------------------------- | --- |
| L1          | 60.300 Hz | Segnale giallo o verde/giallo    | Segnale di cautela; se non riconosciuto entro 3 secondi attiva freno emergenza; se supera 60 km/h attiva freno emergenza                              |
| L2          | 64.270 Hz | Segnale verde lampeggiante       | Via libera condizionata; se non riconosciuto entro 3 secondi attiva freno emergenza; se dopo 29 secondi non rallenta a 60 km/h attiva freno emergenza |
| L3          | 68.510 Hz | Segnale verde                    | Se riconosciuto ma supera 200 km/h, attiva freno emergenza.                                                                                           |
| L4          |           |                                  | non utilizzato |
| L5          |           |                                  | non utilizzato |
| L6          |           |                                  | non utilizzato |
| L7          | 88.690 Hz | Avviso di prossimo segnale rosso | Segnale acustico e visivo se supera balise a più di 60 km/h, frenatura di emergenza.                                                                  |
| L8          | 96.128 Hz | Segnale rosso                    | Se non riconosciuto e frenato attiva frenata emergenza                                                                                                |

## Versioni del sistema ASFA
- ASFA "classico" (per velocità fino a 160 km/h)
- ASFA FAC (Versione per FAC)
- ASFA 200 (per velocità fino a 200 km/h)
- ASFA 200 AVE (Versione per AVE; identico all'ASFA 200 eccetto che per una maggiore distanza delle boe dal segnale controllato.
- ASFA "digital"; versione munita di elaboratore di bordo digitale.